# Udvardi temetők és síremlékek
A ma Szlovákiában található Udvardnak nem sok műemléke maradt, ezért is becses az, ami még megvan: a templom, a Kálvária, a temetők, néhány szobor és a szőlőhegyi Szent Orbán-kápolna. A temetők a következő sorrendben váltották egymást:

## Templomkert
A legrégebbi temető, amelyről tudunk, a templomkertben volt, erre azonban ma már csak az említett vörösmárványból készült temetőkereszt emlékeztet, magát a temetőt 1841-ben lezárták.

## Szent József-temető
A másik, részben még meglévő temető a kertek alatti ún. Szent József-temető. Parcellaszáma 1039, területe eredetileg 1,99 hektár volt; ma már csak részben temető, nagyobb részén lakóházak épültek, s a környékbeliek konyhakertekként használják. A temetőt 1781-ben, más adatok szerint 1820 körül nyitották meg. A legrégebbi kereszten az elhalálozás éveként 1827 olvasható, a nagykeresztet pedig 1825-ben állították itt fel. A temetőt hatóságilag 1959. március 19-én zárták le. Az emberi kíméletlenség és gonoszság sajnos sok kárt okozott benne, pedig számos neves udvardi család hozzátartozója van itt eltemetve. Itt van például a Galla és a Boncz családok sírhelye, a jeszenicei Jankovics család sírja, itt nyugszik Dinnyés Károly (1886-1955) igazgató-kántortanító stb. A temetői nagykereszten, amely a háború alatt megsérült, ez a szöveg állt: „E Szent Keresztet, óh Jézus, állíttatta Nemes Tomanóczy János az ő kedves papjával és Nemes Szalay Annával 1825. évben." Miután 1945 márciusában megsérült, a keresztet kicserélték. Az új kereszten a következő felirat olvasható: „A háború viharában szétlőtt kereszt helyébe állíttatta Gergely Ferencz és neje Polena Rozália az Úrnak 1945. évében. Imádkozunk Jézusunk. Te légy vezérünk. Benned remélünk."
Az elhunytak földi maradványait és a keresztet 1970-ben áthelyezték a Szent Anna-temetőbe. Az utóbbi sírfeliraton említett pap fiú nem más volt, mint dr. Galla Ferenc, Udvard egyik kiválósága, pápai legátus és egyháztörténész, aki Udvard múltját is kutatta.
A Szent József-temetőbe 1945. március végén 49 német katonát és 2 ismeretlen magyar honvédet temettek el.

## Szent Anna temető
A Szent Anna-temető a Besenyei út mentén, a Felvégen van. Parcellaszáma 1435, területe 1,77 hektár. 1830 után nyitották meg, a legrégibb épségben maradt kereszt 1835-ből származik. A temető nagykeresztjén ez a szöveg áll: „Bizonyos vagyok, hogy se halál, se jelenvaló, se következendő el nem választhat az Isten szeretetétől, mely a mi Urunk Jézus Krisztusban vagyon: írja Szent Pál apostol, Hitfeleknek épülésül. Kokas János udvardi törvénybíró és neje Istenes Komáromi Klára. Emelték 1844. Megújíttatta Istenes Antal és neje Dékány Juszti, 1906."
A kápolna mögötti síremléken ez olvasható:
„Czifra István e sírba tétetett,
Kit 87 éve ím kivégezett.
Tanítói pályán végzett 10 és fél évet,
Sok kis gyermeket a jó útra vezetett.
Később e községnek erélyes bírája,
39 évig szentegyházgondnoka.
Most magához hívta a Mennyei Atya
1888. augusztus 30-án.
Az Úr boldogítsa őt az örök élet fényességében!"
Itt temettek el 29 német katonát és egy magyar honvédet, akik a községért vívott harcokban estek el 1945. március 28-án. A temetőt 1970-ben zárták le véglegesen.

## Őrangyala temető
Az őrangyal temető a Komáromi út mentén, a malommal szemben van. Parcellaszáma 4181, területe 1,57 hektár. 1850 táján, a nagy kolerajárvány idején nyitották meg. A legrégebbi fejfák a jobb oldali, országút melletti részben állnak: ezeket keményfából faragták és népi motívumokkal díszítették. A temetőben álló őrangyal-szobrot Majthényi Adolf szentelte fel 1850. október 2-án, az őrzőangyalok ünnepén. Talapzatának elején ezt olvassuk: „Oh Istennek szent Angyala. Oltalmazd helységünket, őrizd kisdedeinket. Keresztény hitfeleik épülésére emelték Fekete István és Dubrovai Mária." A talapzat hátsó oldalának szövege: „Szentelte Kesseleőkeői Majthényi Adolf udvardi alesperes plébános őrző szent Angyalok ünnepén, 1850. évben."
A temető nagykeresztjére ezt a szöveget vésték: „Állíttatta Pipovits Erzsébet és férje Káplóczki József, 1892. évben, Keresztény könyörületből a szenvedő lelkek iránt. Ny.b."
A nagykereszt mögötti kápolnában ez olvasható: „Maczkó Jánosné szül. Salgó Erzsébet alapítványa, 1895."

## Zsidó temető
Az udvardi zsidó temető a Szent Anna-temető mögött, a Besenyei út bal oldalán terül el. Parcellaszáma 1436/1437/34, területe 4850 négyzetméter. A 19. században nyitották meg, eredetileg 34 sír volt benne, ám a nemtörődömség és rongálás következtében több sírkő tönkrement vagy egyszerűen ellopták. A temetőbe 1944. április 27-én temettek utoljára udvardi lakost, név szerint Róth Henrikné Paskusz Johannát. Az udvardi zsidó családokat ezután koncentrációs táborba hurcolták. 1944. december 26-án a tiszaújlaki születésű Weisz Sándor munkaszolgálatos katonát temették ide. Mivel Udvardon egyetlen zsidó család sem maradt, a temetőt bezárták.

## Református temető
A református temető a Tölgyes út közelében található, parcellaszáma 882/883/10, területe 5566 négyzetméter. A legrégebbi, 1835-ből származó fejfa Harcsa Istváné. A temetőt 1820 és 1830 között nyitották meg, s az udvardi köztemető megnyitása után zárták le. Legjelentősebb sírhelye a nemes Makay családé.

## Jelenlegi temető
1977. január 14-én nyílt meg két hektár területen, a Baromlaki út jobb oldalán az udvardi köztemető, ahová már a vallási hovatartozás tekintetbe vétele nélkül temetnek. Ebben a temetőben már mélyhűtő kamrával ellátott korszerű halottasház is van, s a temetésig itt vannak elhelyezve az elhunytak. Korábban otthonukban voltak felravatalozva, ami főképp a nyári melegben okozott problémákat. 1991. november l-jén, Mindenszentek napján avatták fel a temető fekete márványból készült nagykeresztjét meg a haranglábat a lélekharanggal. A kereszt és a harangláb felállítását Elek László plébános kezdeményezte.